# 閻圃
阎圃（？—？），益州巴西安汉（今四川南充）人，东汉末年汉中军阀张鲁手下，任功曹。张鲁欲称汉中王，閻圃谏張魯曰：“汉川之民，户出十万，财富土沃，四面险固；上匡天子，则为桓、文，次及窦融，不失富贵。今承制署置，势足斩断，不烦于王。愿且不称，勿为祸先。”張魯从之。（三国志 魏书八 二公孙陶四张传）
建安二十年（215年），曹操從散關出征漢中武都，至陽平關。 張魯本來想舉漢中投降，其弟張衛不肯，率兵數萬人守陽平關。張魯聽聞陽平已陷，又想舉漢中投降，閻圃又曰：「現在以危急投降，軍功必輕；不如先依附杜濩、朴胡共拒曹操，然後委質子投降，軍功必多。」於是張魯先退避到巴中（今四川巴中）。
之後随张鲁投降曹操，封平乐乡侯。黄初中，增加閻圃爵邑，在礼请中。十余年後病死。

## 家庭

### 妻
董氏，馬超庶妻，馬超投劉備時仍留在漢中。張魯降曹後，曹操將其賜予閻圃。

### 子女
- 阎璞，嗣爵，仕吳至牂柯太守。（晋书 卷四十八 列传第十八）

### 孙
- 阎缵，阎璞子，西晋西戎司马、汉中太守。

## 三國演義
與史實差異不大，唯增加薦龐德以抗曹軍及勸張魯不應出城迎戰曹軍。

## 三國演義參考資料
1. ↑  《三國演義》：曹操知夏侯淵斬了楊任，即時進兵，直抵南鄭下寨。張魯慌聚文武商議。閻圃曰：「某保一人，可敵曹操手下諸將。」魯問是誰。圃曰：「南安龐德，前隨馬超，投降主公；後馬超往西川龐德臥病不曾行。現今蒙主公恩養，何不令此人去﹖」
2. ↑  《三國演義》：敗軍回報張魯，魯欲堅守。楊松曰：「今若不出，坐以待斃矣。某守城，主公當親與決一死戰。」魯從之。閻圃諫魯休出。魯不聽，遂引軍出迎。未及交鋒，後軍已走。張魯急退，背後曹兵趕來。魯到城下，楊松閉門不納。張魯無路可走，操從後追至，大叫：「何不早降！」魯乃下馬投拜。操大喜；念其封倉庫之心，優禮相待，封魯為鎮南將軍。閻圃等皆封列侯。